# Weißkehlammer

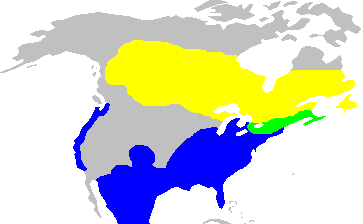
Verbreitung der Weißkehlammer:
gelb:Brutgebiet
grün:Vorkommen als Standvogel
blau:Überwinterungsgebiet

Die Weißkehlammer (Zonotrichia albicollis) ist eine amerikanische Vogelart aus der Familie der Neuweltammern (Passerellidae).

## Merkmale
Die Weißkehlammer wird bei einer Länge von 17 cm und einer Flügelspannweite von 23 cm 26 g schwer. Das Gefieder ist an der Oberseite auf braunem Grund dunkel gestreift und an der Unterseite grau gefärbt. Weitere Kennzeichen sind der weiße Kehlfleck, Scheitel mit schwarzweißen oder schwarzbraunen Streifen, ein schwarzer Augenstreif ein gelblicher Überaugenstreif. Die mittleren und großen Flügeldecken sind weiß gerandet, was beim sitzenden Vogel zwei, individuell unterschiedlich ausgeprägte, Flügelbinden ergibt.
Der Vogel kann bis neun Jahre alt werden.

## Vorkommen
Die Weißkehlammer brütet in Kanada und im Nordosten der USA, sie überwintert in den USA und Nord-Mexiko. Sie lebt in Gebüsch, Hecken und Dickicht, aber auch in Parks und Gärten.

## Verhalten
Diese Ammer sucht am Boden im Dickicht nach Insekten, Samen und Beeren. Nach jahrelanger Beobachtung wurde eine Veränderung der Anzahl der Endlaute im Gesang (2 statt 3) in einer Population zwischen BC und Zentral ON festgestellt.

## Fortpflanzung
Bei der Weißkehlammer existieren Farbvarianten mit weißem und mit braunem Scheitel. In der Paarungszeit sucht sich der Vogel fast immer einen Partner des jeweils anderen Farbschlags. In einem Schalennest auf dem Boden oder in geringer Höhe bebrütet das Weibchen etwa zwei Wochen lang vier bis sechs Eier alleine. Später hilft das Männchen bei der Fütterung der Nestlinge mit Insekten und Spinnen. Nach acht oder neun Tagen sind die Jungvögel flügge. Manchmal paart sich die Weißkehlammer mit Winterammern (Junco hyemalis).